# Кашине Малезина (Торино)
Кашине Малезина је насеље у Италији у округу Торино, региону Пијемонт.
Према процени из 2011. у насељу је живело 40 становника. Насеље се налази на надморској висини од 287 м.